# 耶律定
耶律 定（やりつ てい、生没年不詳）は、遼の天祚帝の五男。秦王に封じられた。
1122年、天祚帝が金に大敗したため、皇太子の耶律定とともに西方へ逃亡し、その一方、天祚帝の従父であった耶律淳は南京で天錫帝として皇帝に即位、北遼を建国した。しかし、天錫帝は同年6月に病死、耶律定が代わりに擁立された。この時、耶律定は南京におらず、徳妃蕭普賢女が摂政を務めたが、南京が金に落とされ、耶律定も青冢濼で金に捕らえられた。